# Passeig de Gràcia
Passeig de Gràcia – stacja metra w Barcelonie, na linii 2, 3 i 4. Stacja została otwarta w 1924.